# Холод (фильм, 2007)
«Холод» (англ. Chill) — американский фильм ужасов 2007 года, который написал и снял Серж Роднунски. В ролях Томас Калабро, Эшли Лоуренс, Шон Курц и Джеймс Руссо. Фильм основан на произведении Говарда Лавкрафта «Холод». В фильме есть элементы из других произведений, что служат ключом к его лавкрафтовскому вдохновению. В фильме упоминается «Некрономикон».

## Сюжет
Доктора Муньоса играет Шон Курц, внешне не похожий на героя Лавкрафта и при этом он не говорит с испанским акцентом. Муньйос чтобы выжить должен пребывать в холодильнике. Часть сюжета зависит от поломки холодильной системы.
Однако в целом сюжет фильма отходит от истории Лавкрафта, изображая Муньоса как серийного убийцу, охотящегося на проституток. Муньос живёт в задней части гастронома, которым он управляет, а главный герой Сэм (Томас Калабро), писатель, который приходит работать в гастроном, оказывается втянутым в паутину убийств. Сэм влюбляется в женщину по имени Мария (Эшли Лоуренс), которая владеет магазином одежды через дорогу. Марии угрожает местный полицейский, детектив Дефацио (Джеймс Руссо), с которым они когда-то встречалась.

## В ролях
- Томас Калабро в роли Сэма
- Эшли Лоренс в роли Марии
- Шон Курц в рол доктор Муньоса
- Джеймс Руссо в роли детектива Дефацио
- Виктор Грант в рол Тре
- Кларк Мур в рол Тора
- Барбара Грюн в роли миссис Эрреро
- Адам Винсент в рол Стивен

## Прием
На упаковке DVD для австралийского релиза через Flashback Entertainment нигде не упоминается имя Лавкрафта, хотя упаковка указывает на то, что рассказ Лавкрафта вдохновил режиссёра на создание фильма. Этот фильм исключен из довольно всеобъемлющей книги Чарльза Митчелла «The Complete H.P. Lovecraft Filmography» (Greenwood Press, 2001), возможно, потому, что создатели «Холода» не использовали открыто имя Лавкрафта.
The Pittsburgh Post-Gazette резюмирует сюжет так: «Давайте просто скажем, что кто-то умирает, но обманывает смерть, собирая трупы и занимаясь оккультизмом».

## Критика
Фильм получил награду «Лучшее достижение в жанрах фэнтези и ужас» на Международном кинофестивале «Worldfest», был номинирован на «Лучший полнометражный фильм ужасов» на Международном кинофестивале «Shockerfest» и был официально выбран на кинофестивале Лавкрафта и Всемирной конвенции ужасов в Торонто. DVD Verdict дал фильму достаточно комплиментарный обзор. Home Theater Info хвалит фильм и советует читателям обзора «дать фильму шанс и насладиться им». Slasherpool.com описал ряд положительных сторон (кастинг и режиссура) и отрицательных сторон (темп и атмосфера).